# 1X Band
1xBand es un grupo esloveno, conocido por haber participado en el Festival de Eurovisión 1993, siendo ésta la primera participación del país eslavo en el certamen anual.

## Eurovisión 1993
Formaron parte del proceso de selección nacional esloveno, con la canción "Tih deževen dan" ("Un tranquilo día lluvioso"), con la que obtuvieron el primer puesto de la selección, teniendo el derecho de representar a su país en el Festival de Eurovisión 1993, celebrado en la ciudad de Millstreet, Irlanda el 15 de mayo. Sólo obtuvieron 9 puntos (4 de Italia, 3 de Suecia y 1 de Malta y Bosnia y Herzegovina), colocándolos en el 22° lugar.

## Integrantes
- Cole Moretti (voz, guitarra)
- Tomaž Kosec (batería)
- Andrej Bedjanič (teclados)
- Brane Vidan (guitarra, bajo)

| Predecesor: "Primera aparición" | Eslovenia en el Festival de Eurovisión 1993 | Sucesor: "Prisluhni mi" Darja Švajger |

- Datos: Q209027